# Caterpillar 797B
Caterpillar 797B jest wozidłem wyprodukowanym przez firmę Caterpillar przystosowanym do pracy w kopalniach odkrywkowych, gdzie transportuje urobek.
Dopuszczalna masa całkowita pojazdu może dochodzić nawet do 624 ton, ładowność 345 ton,  a jego prędkość w czasie transportu przekracza 50 km/h (maksymalna 67 km/h). Zaopatrzony jest w zbiornik paliwa o pojemności 6814 litrów. Koszt tej maszyny kształtuje się w granicach od 4,7 do 5,6 milionów dolarów. Pojazd jest tak duży, że nie może być transportowany drogami. Na miejsce przeznaczenia przenosi się go w częściach i dopiero na miejscu składa.